# Августів
Авгу́стів (підляською мікромовою: Jahuštóvo; пол. Augustów; біл. Аўгустаў) — місто в північно-східній Польщі, на річці Нетта. Адміністративний центр Августівського повіту Підляського воєводства.

## Історія

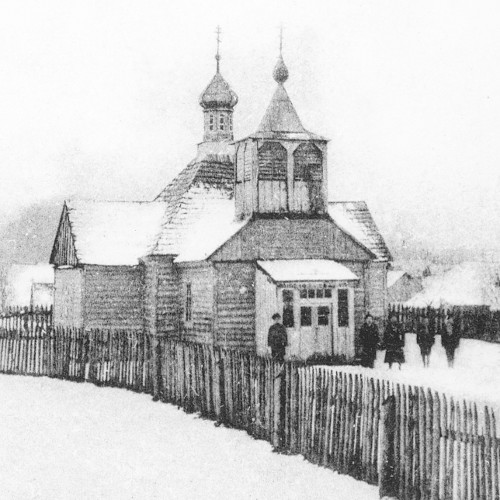
Православна церква знищена під час акції Ревіндикації

Уперше згадується у літописах 1496 року. До Люблінської унії належав до Великого князівства Литовського, а опісля став частиною Польського королівства.
1795 року місто анексоване Пруссією.
За переписом 1897 року кількість мешканців становила 12743 осіб (7576 чоловічої статі та 5167 — жіночої), з яких 2731 — православної віри, 3637 — юдейської, 6018 — римо-католицької.
Наприкінці XIX століття через місто пройшла залізниця.
У часи Першої світової війни в околицях Августова проходили жорстокі бої між російською та німецькою арміями (Августівська операція (1915)). Значних руйнувань місто зазнало під час Другої світової війни.

## Визначні місця
Люди приїжджають до міста, щоб помилуватись красою Мазурських озер та давнім костелом.

## Демографія
Демографічна структура станом на 31 березня 2011 року:
|          | Загалом | Допрацездатний вік | Працездатний вік | Постпрацездатний вік |
| -------- | ------- | ------------------ | ---------------- | -------------------- |
| Чоловіки | 14556   | 2920               | 10047            | 1589                 |
| Жінки    | 16246   | 2876               | 9705             | 3665                 |
| Разом    | 30802   | 5796               | 19752            | 5254                 |

## Українські сліди
Тут знаходиться могила Гаврила Панька (1895–1921), козака 3-ї Залізної стрілецької дивізії Армії УНР.

## Галерея

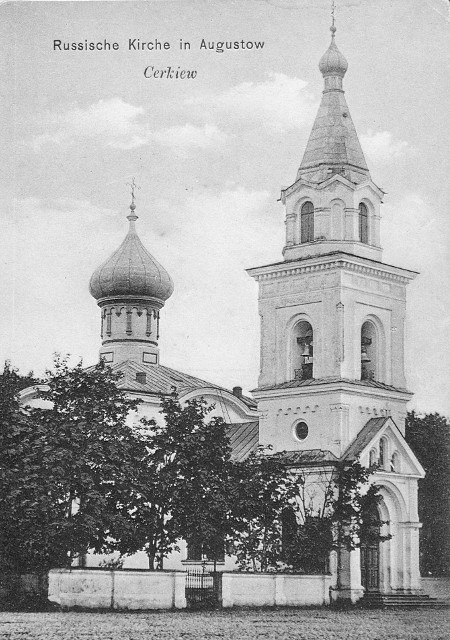
Православна церква
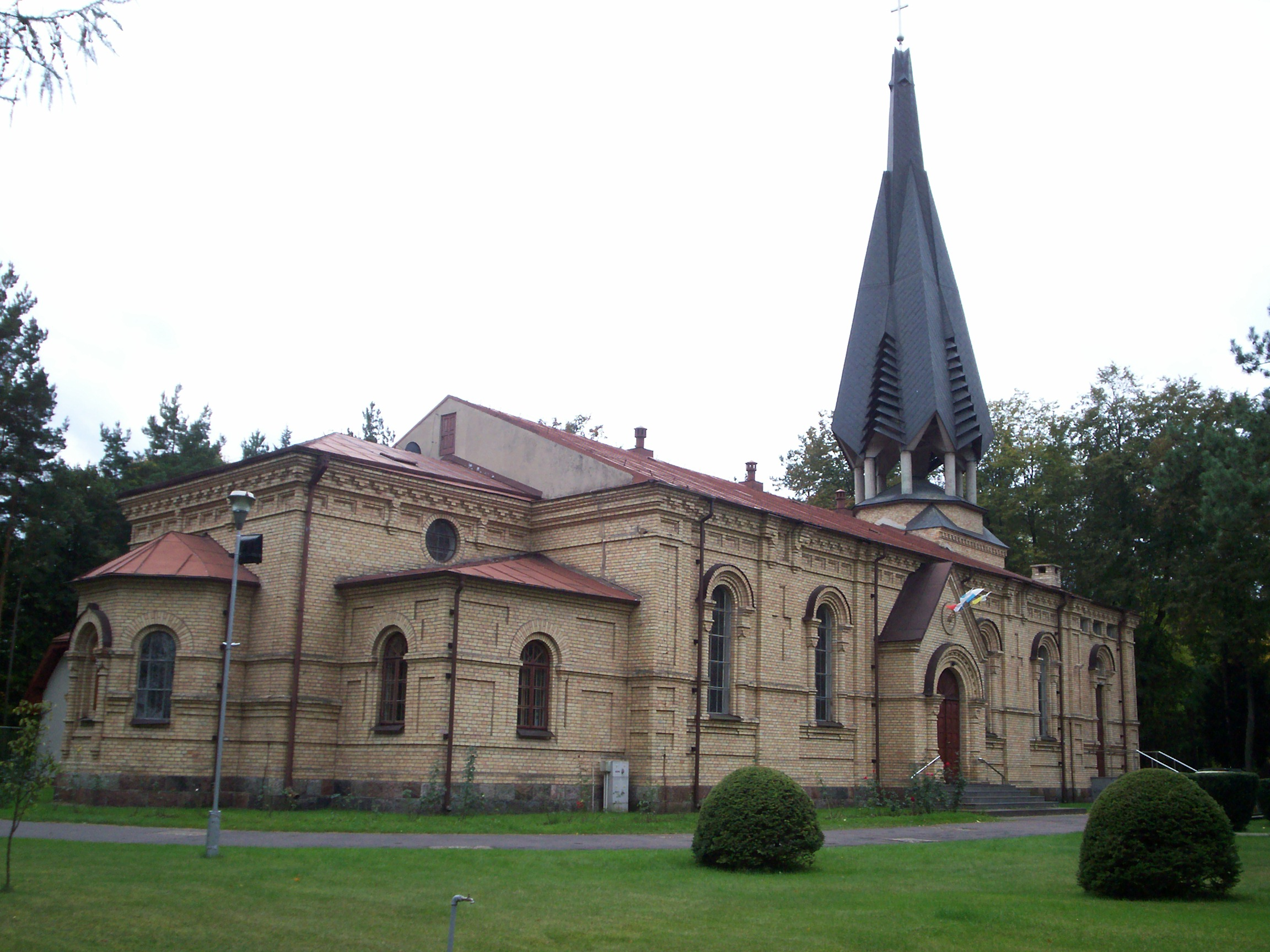
церква